# Toyota Stout

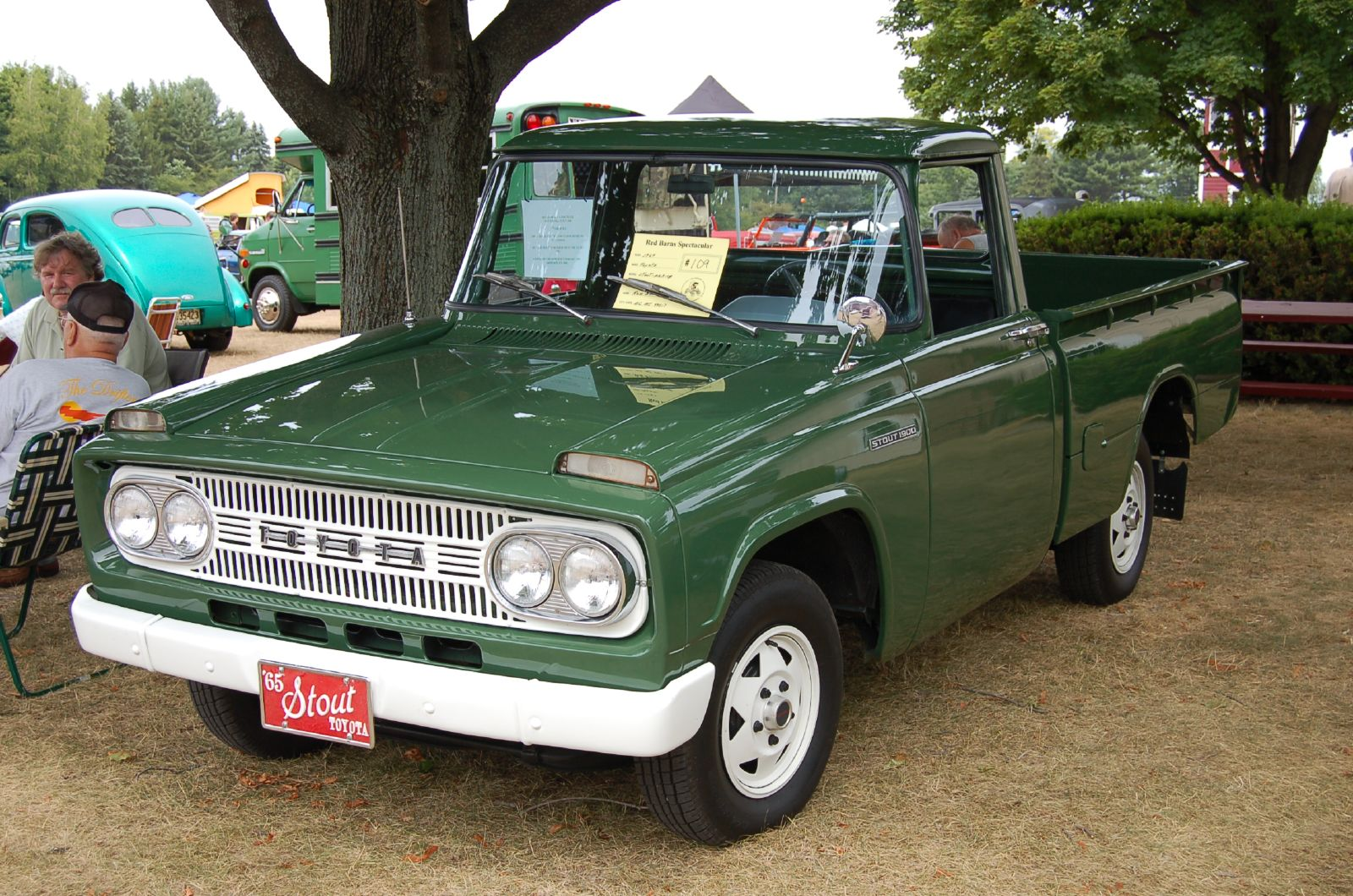

El Toyota Stout fue un camión ligero producido por el fabricante de automóviles japonés Toyota desde 1954 hasta 1989. El Stout compartió su plataforma con el Toyota Dyna hasta 1968, cuando el Dyna recibió su propia plataforma, llamada Toyota "U". En Japón, se vendió en los concesionarios japoneses de Toyota llamados Tienda Toyopet.

## Primera generación (1954-1960)

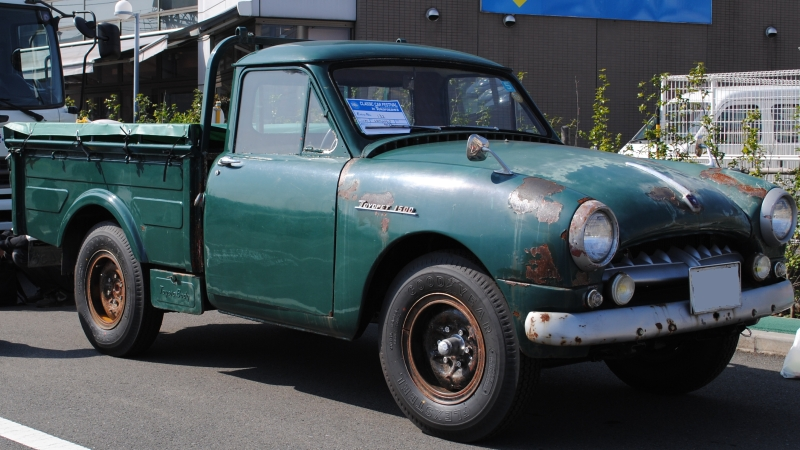

Introducido en abril de 1954 como el camión Toyopet RK de 1¼ toneladas, era más grande que el camión ligero similar Toyota SG pero más pequeño que el camión de servicio mediano Toyota FA. En 1955 se actualizó para transportar 1,5 toneladas.
La carrocería estándar era una camioneta de 2 puertas y 3 plazas con una caja separada (con un portón trasero abatible). Otras carrocerías anunciadas por Toyota incluyeron una camioneta, una ambulancia, un coupé utilitario de doble cabina (2 puertas, 6 plazas, cuerpo de pozo integral), camioneta con lateral abatible, camioneta con lados de estaca, una camioneta con lado de metal de altura completa con una tapa de lona , un autobús ligero (precursor del Coaster) y una furgoneta de helados.
Todos los modelos utilizaban mecánicas comunes a los vehículos nuevos de su época, como chasis con estructura tipo escalera, ballestas, ejes macizos y frenos de tambor en las 4 ruedas. El motor era el 48HP 1500 cc Tipo R con una transmisión manual. La carrocería se terminó profesionalmente con limpiaparabrisas, espejos exteriores dobles (1955 en adelante), tapacubos, molduras cromadas y faros dobles. El modelo de 1954 se designó como un camión de 1¼ tonelada, pero en realidad se calificó para transportar 1220 kg. El modelo de 1955 se designó como un camión de 1,5 toneladas, pero en realidad se calificó para transportar 1330 kg. En 1957, el RK fue revisado para convertirse en el RK30 y el RK35. En mayo de 1959 recibió el nombre de Stout. Su principal competidor fue el Nissan Junior.

## Segunda generación (1960-1978)

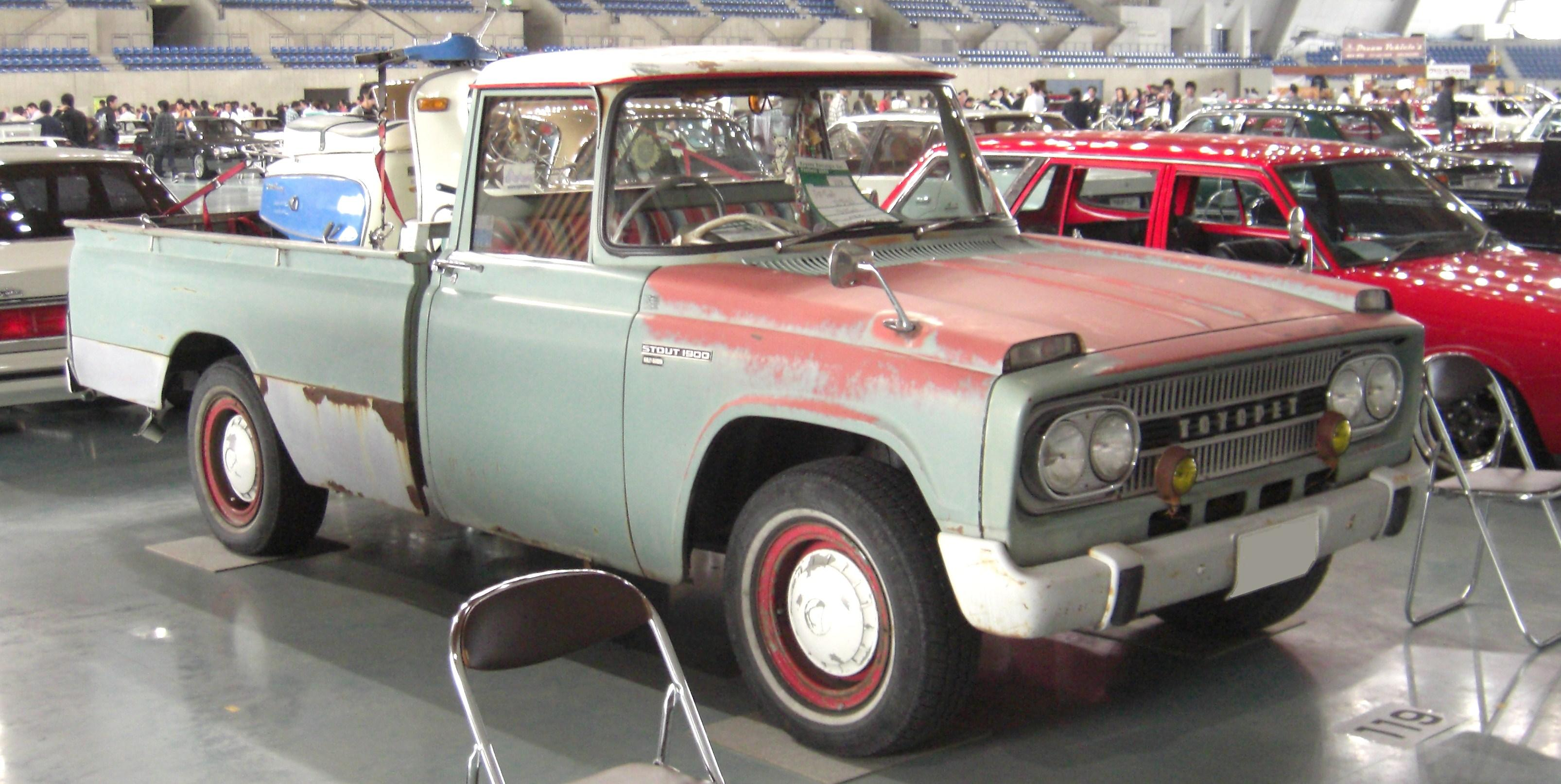

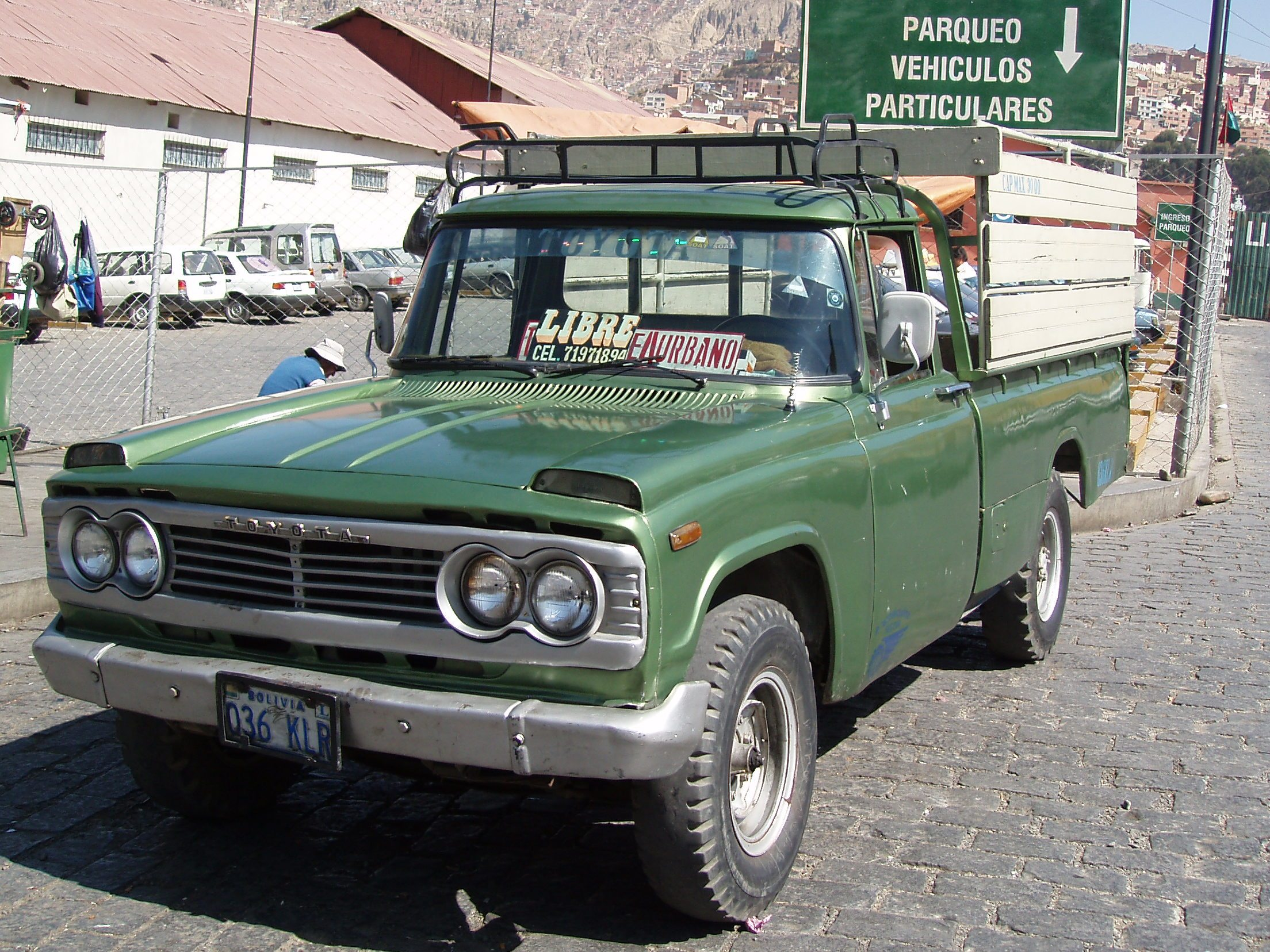

Completamente rediseñado en 1960, esta es la versión más familiar de la Stout. El mercado japonés tenía el motor de 1453 cc Tipo R en el RK45 y el 3R-B de 1897 cc motor en el RK100, que se introdujo en octubre de 1962. Junto con el nuevo motor opcional, el Stout también se sometió a un lavado de cara, que incluyó dos faros delanteros. En septiembre de 1963 también apareció un modelo de servicio más corto y liviano (tipo RK40) llamado "Light Stout", que presentaba una suspensión delantera con resortes helicoidales independientes para una conducción más parecida a la de un automóvil. Esto estaba destinado a competir directamente con los Datsun minitrucks de Nissan, pero nunca se vendió particularmente bien en su mercado local y fue reemplazado por Briska y Hilux tras la adquisición por parte de Toyota de Hino Motors.
Se utilizaron piezas mecánicas convencionales en forma de ballestas y frenos de tambor en las cuatro ruedas en un chasis de estructura de escalera. Los estilos de carrocería incluyen una camioneta (dos puertas, tres plazas), una camioneta de doble cabina (cuatro puertas, seis plazas) y una camioneta con panel de dos puertas. El Stout fue el modelo de lanzamiento de Toyota en Sudáfrica en 1961. Se vendió bien hasta su descontinuación en 1979. El RK45 Stout fue el primer Toyota en comenzar el ensamblaje completo en Sudáfrica, en 1962. Posteriormente, la producción sudafricana cambió a la serie RK101 de dos litros, disponible como pick up empotrado, lateral abatible o chasis / cabina. Las South African Stouts siguieron usando una versión simplificada de la cama original, incluso después de que se introdujo la cabina más larga, ya que no se vieron afectadas por las regulaciones japonesas sobre la longitud total. La longitud del lecho era, por tanto, 2310 mm (90,9 plg; 90,9 plg), ligeramente más larga que en otros lugares. Entre 1961 y 1975, se vendieron 17 500 Stout en Sudáfrica, la mayoría de ellas ensambladas localmente.
Una versión de la Lite Stout, equipada con el motor 3R de 1.9 litros, se vendió en América del Norte como Stout 1900 entre 1964 y 1969. Durante su primer año en el mercado estadounidense, se vendieron un total de 4 unidades. Este modelo Lite Stout también se ensambló en Sudáfrica a partir de 1965. Allí se le llamó Toyota Stallion para distinguirlo del modelo original con su eje delantero sólido, y también marcó la introducción del modelo más grande cabina a este mercado. Esta generación de Stout también se ensambló en Tailandia, a partir de 1964. Debido a las quejas en los mercados de exportación sobre el espacio limitado de la cabina, se introdujo una nueva cabina ampliada en 5 centímetros (2 plg; 2 plg). Para permanecer por debajo de la longitud máxima de 4,7 metros (185 plg; 5,1 yd), esto requirió el diseño de una nueva cama trasera para la batalla larga versiones, mientras que los modelos más cortos recibieron en cambio una distancia entre ejes alargada correspondientemente para acomodar la cabina más larga. Con la introducción del motor 2R un poco más grande, la Lite Stout se convirtió en la RK43, mientras que la 1500 de 1,75 toneladas se convirtió en la RK47. También estaba el RK47P, una versión de servicio mediano de seis plazas y una tonelada con el mismo motor 70 CV (51 kW; 51 kW) 2R. Otra actualización y renovación se produjo en septiembre de 1967 con la introducción del RK101. Esto también supuso el final de todos los modelos de 1,5 litros para Japón, aunque siguieron estando disponibles en los mercados de exportación. En algunos mercados (por ejemplo, América del Norte), la Stout fue reemplazada por la ligeramente más pequeña Hilux en 1969 pero en muchos otros mercados (por ejemplo, el sudeste de Asia y Australia) se vendió junto con el Hilux como una alternativa más pesada.
El RK101 usó el motor de 1994 cc 5R. Su 93 CV (68,4 kW; 68,4 kW) en versión japonesa, combinado con engranajes bajos para una mayor capacidad de carga, proporcionó una velocidad máxima de solo 110 km/h. En versiones posteriores, una mayor compresión significaba que la potencia aumentaba a 98 CV (72,1 kW; 72,1 kW) a 5200 rpm. La cilindrada del motor se mantuvo por debajo de 2,0 litros para ofrecer a los compradores japoneses algunas ventajas fiscales cuando llegó el momento de pagar el impuesto de circulación anual japonés. El RK101 sudafricano reclamó 79 kW (107 CV; 106 HP; 107 CV) SAE a 5200 rpm. Exportar modelos a especificaciones DIN reclamadas 95 HP (71 kW; 96 CV).

## Tercera generación (1979-1989)

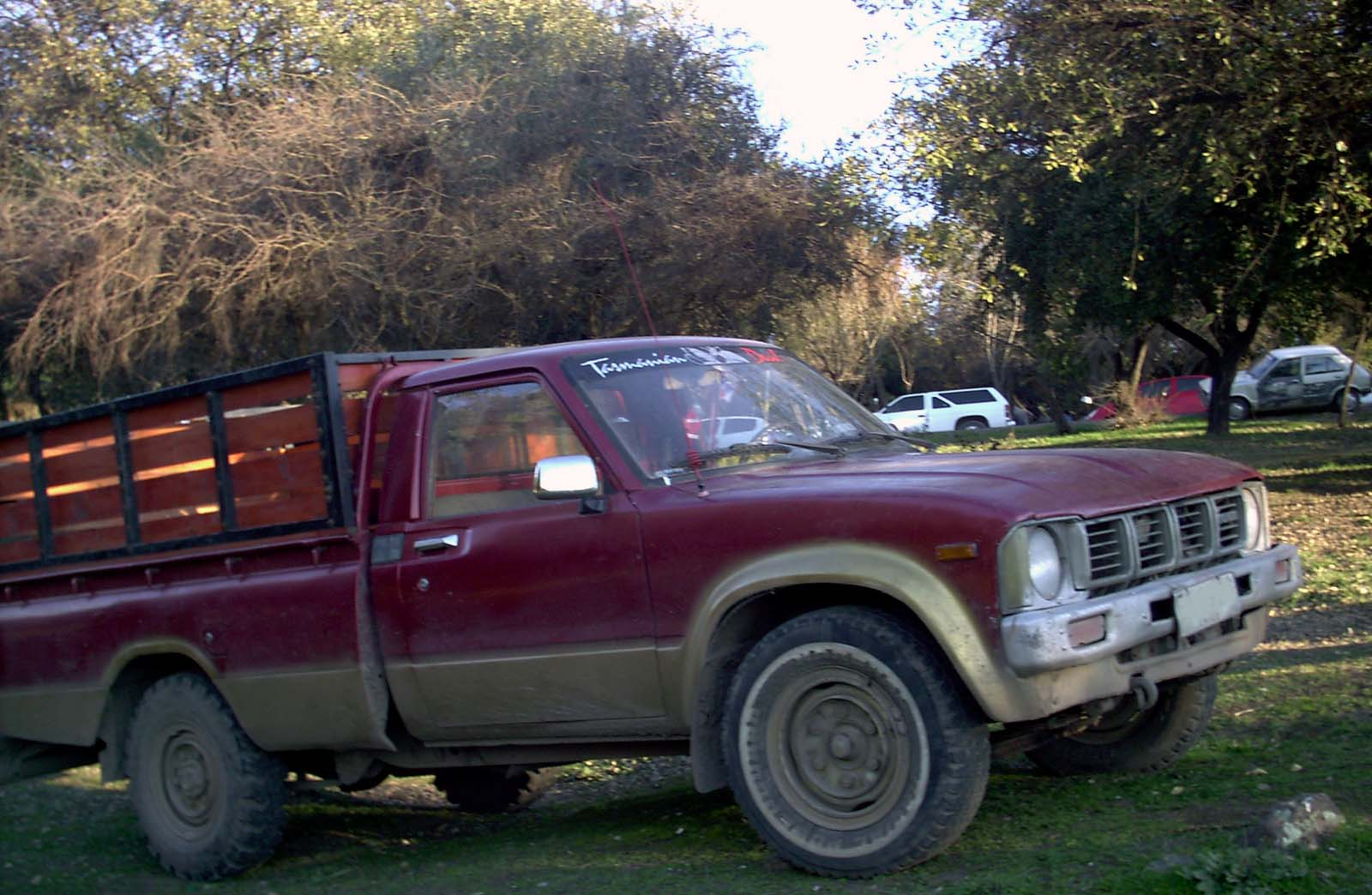

Levantada y modernizada en marzo de 1979, la Stout de 1.5 toneladas ahora usaba los prensados delanteros del más pequeño Hilux pero aún cumplía el mismo papel que antes. La cama usaba los mismos prensados que para las Stouts anteriores, lo que significa que había una diferencia pronunciada entre la carrocería delantera y trasera. El RK110 también continuó usando el mismo motor 5R de 1994 cc, aunque las versiones de exportación también estaban disponibles con el motor de 2.2 litros 20R. El Stout se sometió a un ligero lavado de cara en enero de 1982 y se convirtió en el RK111. Los estilos de carrocería incluían una camioneta (dos puertas, tres plazas) y una camioneta de doble cabina (cuatro puertas y seis plazas) el Stout fue cancelado en 1989 sin sucesor como la primera camioneta de tamaño completo de Toyota, la T100 (así como la posterior Tundra) se construyeron principalmente para América del Norte, donde la Stout había sido reemplazada por la Hilux en 1968. En Japón, la tercera generación de Stout registró ventas muy limitadas, ya que los camiones de esta categoría de peso casi siempre tenían un diseño con cabina sobre la cabina. La mayoría de las Stout de tercera generación se exportaron. La versión de doble cabina se retiró en julio de 1985. La producción de Stout se detuvo definitivamente en marzo de 1989, aunque hay indicios de que la producción continuó hasta el año 2000. Se supone que estas versiones posteriores (YK110) recibieron el motor 4Y.